# Vulpia fontquerana
Vulpia fontquerana är en gräsart som beskrevs av Aleksandre Melderis och Clive Anthony Stace. Vulpia fontquerana ingår i släktet ekorrsvinglar, och familjen gräs. Inga underarter finns listade i Catalogue of Life.